# Урськ
Урськ (рос. Урск) — селище у складі Гур'євського округу Кемеровської області, Росія.

## Населення
Населення — 1665 осіб (2010; 1841 у 2002).
Національний склад (станом на 2002 рік):
- росіяни — 95 %